# Yury Kharchenko
Yury Kharchenko (russisch Юрий Харченко / Juri Chartschenko, * 1986 in Moskau, Sowjetunion) ist ein russisch-deutscher Maler. Er lebt und arbeitet in Berlin.

## Leben
Kharchenko wuchs erst in Moskau und dann im Rheinland auf. Im Alter von 13 bis 15 Jahren erteilte ihm der russische Künstler und Dichter Vilen Barsky (russisch Вилен Исаакович Барский / Wilen Issaakowitsch Barski) in Dortmund Privatunterricht. Von 2004 bis 2008 studierte Kharchenko freie Malerei.
Seine Arbeiten sind u. a. Bestandteil von Sammlungen wie dem Museum Kunstpalast Düsseldorf, Kunstmuseum Walter, Sammlung Wemhöner (Herford/Berlin), dem Kunsthaus NRW Aachen, NS Dokumentationszentrum Köln, Felix-Nussbaum-Haus in Osnabrück.

## Künstlerische Praxis
Der Kritiker Marcus Steinweg betont die „philosophische Aufladung“ seiner Arbeiten und beschreibt seine Leinwände als Spannungsfelder zwischen Präsenz und Abwesenheit. Beate Reese hebt die Ambivalenz seiner Hausstrukturen hervor, die gleichermaßen als Zufluchtsorte wie als Zonen der Verletzlichkeit fungieren, während Gerard Goodrow Kharchenkos Werk als eine Form „meditativen Widerstands“ in einer fragmentierten Welt versteht.

## Houses of Spirit– Das Motiv des Hauses in Yury Kharchenkos Malerei
Yury Kharchenkos Serie Houses of Spirit, als Zyklus von zwölf großformatigen Werken konzipiert, stellt einen zentralen Werkkomplex in seiner künstlerischen Entwicklung dar.
Der Kunsthistoriker Kay Heymer beschreibt Kharchenkos Hausmotiv als ein „vielfältig interpretierbares Zeichen“, das sowohl physische als auch emotionale Vorstellungen von Heimat anruft und gleichzeitig tiefere theologische und existenzielle Dimensionen anspricht. Die Häuser illustrieren keine Geschichten, sondern dienen als visuelle Metaphern – zeitlos, meditativ und offen für Interpretation.
Laut Heymer transzendiert Kharchenkos Kunst das Visuelle; sie ist in einer philosophischen und theologischen Auseinandersetzung verwurzelt, die von seiner Familiengeschichte und seiner breiteren Auseinandersetzung mit jüdischen kulturellen und intellektuellen Traditionen geprägt ist. Während Houses of Spirit nur einen Aspekt seines vielfältigen Œuvres darstellt, fängt es einen zentralen Anliegen seiner Kunst ein: die Fähigkeit der Malerei, das Materielle mit dem Metaphysischen, das Historische mit dem Zeitlosen, das Persönliche mit dem Universellen zu verbinden.

## Auseinandersetzung mit Holocaust und Erinnerungskultur
Ein Teil von Yury Kharchenkos Werk beschäftigt sich mit der künstlerischen Reflexion des Holocausts und der Erinnerungskultur im 21. Jahrhundert. Besonders kontrovers diskutiert wurden seine Auschwitz-Bilder, in denen er popkulturelle Comicfiguren wie Dagobert Duck, Goofy oder Superman in den Kontext nationalsozialistischer Vernichtungslager stellt. Der Philosoph und Publizist Micha Brumlik interpretierte diese Arbeiten als provokante visuelle Auseinandersetzung mit der Spannung zwischen Kultur und Barbarei, wie sie Theodor W. Adorno formulierte. Kharchenko thematisiert dabei die Unzulänglichkeiten moderner Erinnerungskultur und den Einfluss von Kapitalismus, Popkultur und Identitätspolitik auf das Gedenken an die Shoah. Seine Werke stellen keine bloßen Provokationen dar, sondern fordern dazu auf, über die Darstellbarkeit des Holocausts und die Rolle der Kunst im Angesicht historischen Grauens neu nachzudenken.

## Ausstellungen (Auswahl)
(Quelle: Yury Kharchenko)
- 2008: Kunstmuseum Walter
- 2011: Museum Kunstpalast Düsseldorf
- 2012: Museum Kunstpalast Düsseldorf
- 2013: Museum Kunstpalast Düsseldorf
- 2014: Galerie Schwartzsche Villa, Berlin
- 2016: Jüdisches Museum Westfalen, Dorsten (solo)
- 2017:  Ketterer, Berlin
- 2017: Felix-Nussbaum-Haus, Osnabrück[7]
- 2018:  Kunstmuseum Bochum  “Bild Macht Religion”
- 2019:  Michael Horbach Stiftung, Köln (group)  “Avanti”
- 2020:  Messe in St. Agnes, Johann König Galerie Berlin (group)

Berlinische Galerie (group)
Hamburger Kunsthalle (group)
Kunstmuseum Bonn (group)
- 2021:  Miqua Jewish Museum Cologne at Wallraf-Richartz-Museum, Köln
- 2022:  Richard Haizmann Museum, Niebüll (solo)

(Kunstverein Niebüll e.V.)
Kunstverein Krefeld (solo)
- 2024: Hällisch – Fränkisches Museum, Schwäbisch Hall (solo)[5]

## Kataloge
- Leonardo Art award im Kunstmuseum Walter, Augsburg. Extra Verlag, Berlin 2008. ISBN 978-3-938370-28-5.
- Kay Heymer, Harald Frisch: Yury Kharchenko, Innenwelten, worlds within. anlässlich der Ausstellung: Yury Kharchenko, Kunsthalle Frisch, Berlin, 26.4. bis 1.6.2013. Hrsg.: Kunsthalle Frisch. Kerber, Bielefeld, Berlin 2013, ISBN 978-3-86678-851-0 (deutsch, englisch).
- Helmut A. Müller, Beate Reese, Micha Brumlik et al.: Yury Kharchenko, Painting 2018 -2023. Hrsg.: Yury Kharchenko. Hirmer Verlag, München 2023, ISBN 978-3-7774-4188-7.